# Guérin (Quebec)
Guérin es un municipio-cantón de la provincia de Quebec, Canadá y es una de las 1135 municipalidades en las que está dividido administrativamente el territorio de dicha provincia. Cálculos gubernamentales estiman que en fecha del 1° de julio de 2011 en la municipalidad había 304 habitantes. Guérin se encuentra en el municipio regional de condado de Témiscamingue y a su vez, en la región administrativa de Abitibi-Témiscamingue. Hace parte de las circunscripciones electorales de Rouyn-Noranda - Témiscamingue a nivel provincial y de Abitibi−Témiscamingue a nivel federal.